# دهستان هالینگا
دهستان هالینگا (به لاتین: Halinga Parish) یک دهستان در استونی است که در شهرستان پارنو واقع شده‌است.

## خصوصیات
دهستان هالینگا ۳۶۵ کیلومترمربع مساحت و ۳٬۴۹۲ نفر جمعیت دارد.